# Cumbia rap
Cumbia rap è uno stile derivante dal genere musicale della cumbia. Esso consiste nel ritmo tipico della danza colombiana misto con elementi hip hop e reggae. I pionieri del cumbia rap includono i Crooked Stilo da Los Angeles, Tropa Estrella e Chicos de Barrio dal Messico e i Kumbia Kings dal Texas.